# 里馬里夫卡 (克拉斯尼奧克尼區)
47°20′37″N 29°25′43″E / 47.34361°N 29.42861°E
里馬里夫卡（烏克蘭語：Римарівка）是位於烏克蘭西南部的村莊，由敖德萨州波季利斯克区的奧克尼市鎮負責管轄。該村始建於1956年，面積1.52平方公里，海拔高度122米，2001年人口351，人口密度每平方公里230.92人。